# CD43
CD43（白细胞分化抗原43）又名白细胞唾液酸糖蛋白（Leukosialin）或唾液酸蛋白（sialophorin），是一种跨膜表面蛋白，在人体中由SPN（唾液蛋白）基因编码。

## 功能
唾液蛋白（leukosialin）是人类T淋巴细胞，单核细胞，粒细胞和一些B淋巴细胞表面的主要唾液酸糖蛋白，它们似乎对免疫功能很重要，可能是参与T细胞活化的生理性配体 - 受体复合物的一部分。

## 临床意义
CD43分子中的缺陷与Wiskott-Aldrich综合征的发病有关。也在大约25％的肠道MALT瘤中出现，通过免疫组织化学技术，可以在健康淋巴结和扁桃体的皮质T细胞中证实CD43的存在。CD43在一系列淋巴和骨髓肿瘤中也是阳性的。虽然它于超过90％的T细胞淋巴瘤中存在，但它在诊断这些病症方面通常不如CD3抗原有效。然而，它可以作为一系列抗原的一部分用于诊断B细胞淋巴母细胞淋巴瘤，因为在这种情况下的恶性细胞通常CD43是阳性的，并且可能难以用其他抗体染色。因为它会污染粒细胞及其前体细胞，它也是骨髓瘤的有效标记物。

## 相互作用
CD43已被证实与埃兹蛋白Ezrin和膜突蛋白Moesin具有相互作用。